# Hate That I Love You
Hate That I Love You este cel de-al treilea disc single extras de pe albumul Good Girl Gone Bad, al cântăreței de origine barbadiană Rihanna. Fiind o colaborare cu Ne-Yo, piesa a câștigat notorietate în clasamentele de specialitate din Europa și America de Nord.
Această melodie are influențe R&B și pop și până în acest moment a fost lansată numai la radio. Ea a fost produsă de către StarGate, care a mai produs și single-ul Unfaithful. În America a obținut difuzări semnificative în rândul posturilor radio locale.

## Videoclip
Rihanna, alături de Anthony Mandler au produs videoclipul, care a fost filmat  august 2007 în Los Angeles
Scena de deschidere a videoclipului arată răsăritul soarelui și Rihanna trezindu-se. Între timp, Ne-Yo merge pe stradă purtând o pălărie care îi acoperă cea mai mare parte a feței. Rihanna este în camera ei; se plictisește și se întreabă ce haine să poarte și găsește un colier de aur. Când începe cântecul, Rihanna stă întinsă în pat și cântă, în timp ce Ne-Yo continuă să meargă pe stradă, apropiindu-se de hotel și privind cu grijă în jur înainte de a intra. Între timp, Rihanna se îmbracă, [ 40 ] părăsește camera și trece prin holul hotelului. Ne-Yo urcă cu liftul până în camera Rihannei. În timp ce Rihanna așteaptă lângă lift, acesta se deschide. Ne-Yo și Rihanna se întâlnesc și zâmbesc unul altuia când Rihanna intră în lift și Ne-Yo iese. Apoi se dovedește că Rihanna și Ne-Yo nu cântă despre ei înșiși, ci despre oameni diferiți. Pe măsură ce clipul progresează, Rihanna este jos cântând versurile melodiei, iar Ne-Yo este pe hol. Bate la usa, pe care iubita lui o deschide, si intra in camera. Rihanna urcă simultan în mașina iubitului ei și ei zâmbesc unul altuia. Clipul se termină cu scenele anterioare în care Rihanna își părăsește camera de hotel. Un recenzent de la MTV UK a comentat: „După „Shut Up and Drive”, tânărul de 19 ani devine și mai desfrânat în acest clip – zvârcolindu-se pe un pat în lenjerie și perle”. [ 4